# Soppressioni napoleoniche
Le soppressioni napoleoniche, avvenute durante la Rivoluzione francese col governo di Napoleone Bonaparte, furono la cancellazione di tutti gli ordini religiosi e delle confraternite, ad eccezione dei vescovadi e del clero secolare. Fu ridotto anche il numero delle parrocchie e degli ospedali, mantenendo però gli istituti destinati all'educazione. Tutti i beni delle istituzioni soppresse vennero incamerati o requisiti o ceduti alle istituzioni civili o militari.

## Storia
Nel 1789 vi fu un antefatto importante. Charles-Maurice de Talleyrand-Périgord, mentre era vescovo di Autun suggerì di cedere i beni del clero allo stato francese per estinguere il suo debito pubblico. In tal modo questi avrebbero contribuito a risanare le finanze pubbliche. Già l'anno seguente vennero emessi buoni del Tesoro obbligatori, utilizzati come carta moneta e le misure in seguito vennero estese a tutti i paesi europei conquistati dalle truppe francesi.

## Paesi interessati
Il primo paese ad essere interessato fu la Francia. In Italia, che in quel periodo non aveva unità nazionale, furono colpiti da queste misure, in tempi diversi, i territori già del Ducato di Modena e Reggio, del Ducato di Parma e Piacenza, del Granducato di Toscana, i territori già sotto controllo austriaco e veneziano della Lombardia, i territori austriaci del Trentino e dell'Alto-Adige, il Regno di Sardegna e il Regno di Napoli ed infine le provincie venete e friulane già della Repubblica di Venezia. Anche l'Austria subì in parte del suo territorio gli effetti di tali soppressioni.

## Effetti delle soppressioni napoleoniche
In conseguenza delle direttive napoleoniche, furono sciolti gli ordini religiosi e le congregazioni laicali inoltre vennero ridotte le parrocchie dei centri maggiori. Ai religiosi fu vietato l'uso di un abbigliamento legato alla propria condizione di frate o monaco e simili. Gli edifici e gli altri beni delle istituzioni furono incamerati dallo stato. Nel caso di arredi ecclesiastici in oro e argento, questi furono destinati alla fusione per battere nuova moneta. 
Nel caso di opere di particolare valore artistico, esse furono portate in Francia se trovate in altri paesi o destinate a pubbliche raccolte; altre vennero messe all'asta. Gli edifici vennero spogliati e destinati ad usi diversi quando non abbattuti. Tali conseguenze sul piano economico e politico sono note come spoliazioni napoleoniche.